# العلاقات الأمريكية الشمال مقدونية
العلاقات الأمريكية الشمال مقدونية هي العلاقات الثنائية التي تجمع بين الولايات المتحدة وشمال مقدونيا.

## مقارنة بين البلدين
هذه مقارنة عامة ومرجعية للدولتين:
| وجه المقارنة                                              | الولايات المتحدة                                                                                                  | شمال مقدونيا                                               |
| --------------------------------------------------------- | --- | ---------------------------------------------------------- |
| المساحة (كم2)                                             | 9.83 مليون | 25.71 ألف                                                  |
| عدد السكان (نسمة)                                         | 311.58 مليون | 2.08 مليون                                                 |
| الكثافة السكانية (ن./كم²)                                 | 31.7 | 80.9                                                       |
| العاصمة                                                   | واشنطن العاصمة | إسكوبية                                                    |
| اللغة الرسمية                                             | لغة إنجليزية | اللغة المقدونية، اللغة الألبانية                           |
| العملة                                                    | دولار أمريكي | دينار مقدوني                                               |
| الناتج المحلي الإجمالي (بليون دولار)                      | 19.39 تريليون | 11.34 مليار                                                |
| الناتج المحلي الإجمالي (تعادل القوة الشرائية) بليون دولار | 18.04 تريليون | 29.26 مليار                                                |
| الناتج المحلي الإجمالي الاسمي للفرد دولار أمريكي          | 56.12 ألف | 4.85 ألف                                                   |
| الناتج المحلي الإجمالي للفرد دولار أمريكي                 | 54.63 ألف | 16.25 ألف                                                  |
| مؤشر التنمية البشرية                                      | 0.920 | 0.747                                                      |
| رمز المكالمات الدولي                                      | +1 | +389                                                       |
| رمز الإنترنت                                              | .us، حكومة، .mil، Edu.                                                                                            | .mk                                                        |
| المنطقة الزمنية                                           | توقيت ساموا الأمريكية، توقيت أطلنطي موحد، منطقة زمنية وسطى، توقيت ألاسكا ‏، المنطقة الزمنية الجبلية، توقيت تشامرو ‏ | توقيت وسط أوروبا، ت ع م+01:00، ت ع م+02:00، أوروبا/سكوبيه ‏ |

## مدن متوأمة
في ما يلي قائمة باتفاقيات التوأمة بين مدن أمريكية وشمال مقدونية:
- ترتبط غارفيلد مع بريليب باتفاقية توأمة.
- ترتبط تمبي مع إسكوبية باتفاقية توأمة منذ 1978.
- ترتبط بيتسبرغ مع إسكوبية باتفاقية توأمة.
- ترتبط واتربوري مع ستروغا باتفاقية توأمة.

## منظمات دولية مشتركة
يشترك البلدان في عضوية مجموعة من المنظمات الدولية، منها:
| علم المنظمة | اسم المنظمة                               | تاريخ انضمام الولايات المتحدة | تاريخ انضمام شمال مقدونيا |
| ----------- | ----------------------------------------- | ----------------------------- | ------------------------- |
|             | منظمة حظر الأسلحة الكيميائية              | ?                             | ?                         |
|             | البنك الدولي للإنشاء والتعمير             | 27 ديسمبر 1945                | 25 فبراير 1993            |
|             | مؤسسة التمويل الدولية                     | 20 يوليو 1956                 | 25 فبراير 1993            |
|             | الاتحاد الدولي للاتصالات                  | 1 يوليو 1908                  | 4 مايو 1993               |
|             | منظمة الشرطة الجنائية الدولية             | ?                             | ?                         |
|             | وكالة ضمان الاستثمار متعدد الأطراف        | 12 أبريل 1988                 | 19 مارس 1993              |
|             | المركز الدولي لتسوية المنازعات الاستشارية | 14 أكتوبر 1966                | 26 نوفمبر 1998            |
|             | منظمة التجارة العالمية                    | ?                             | ?                         |
|             | منظمة الأمن والتعاون في أوروبا            | 25 يونيو 1973                 | 12 أكتوبر 1995            |
|             | مؤسسة التنمية الدولية                     | 24 سبتمبر 1960                | 25 فبراير 1993            |
|             | الأمم المتحدة                             | 24 أكتوبر 1945                | 8 أبريل 1993              |
|             | يونسكو                                    | 4 نوفمبر 1946                 | 28 يونيو 1993             |
|             | الاتحاد البريدي العالمي                   | ?                             | ?                         |

## وصلات خارجية
- موقع وزارة الخارجية الأمريكية